# Роза Попова
Руска Михайлова Мануилова, приела сценичното име Роза Попова, е българска театрална актриса и режисьорка. Съпруга е на детския писател Чичо Стоян.

## Биография
Родена е в София през 1879 г. Руска, още 15-годишна, се запознава с бъдещия си съпруг; вече 16-годишна, се омъжва за него тайно от родителите си.
Докато продължава средното си образование, постъпва в пътуващата театрална трупа „Зора“. Учи театрално изкуство при Константин Сапунов. Дебютира с ролята на София в „Искрено приятелство“ от Сарду в Търново през 1897 г., но за начало на творческата си кариера смята ролята на Лукреция в „Лукреция Борджия“ от Виктор Юго. Пътува с театралната трупа на съпруга си, която по-късно оглавява. В периода 1900 – 1902 г. играе в „Сълза и смях“ и участва в хърватската трупа на М. Стойкович.
От 1900 г. е преследвана от ухажващия я 25-годишен учител и поет Тодор Богданов от Враца. На 20 януари 1903 г. той прострелва Роза и себе си, като умира на място. Тя е тежко ранена, но се излекува. Прострелването е по обяд, събират се хора и бързо се разчува в София. На 12 март същата година Министерството на просвещението я уволнява от Народния театър в интерес на службата.
От 1904 до 1906 г. с прекъсвания ръководи и играе в театралната трупа в Пловдив. След това заминава за Виена, където изучава литература и медицина във Виенския университет. Завръща се в България през 1908 г. и е поканена от Йозеф Шмаха да играе в Народния театър. В него е актриса до 1910 г.
През 1910 – 1911 г. е избрана за първи директор-режисьорка на театъра в Русе. Основава собствен театър „Роза Попова“ в София през 1918 г. За кратко е актриса в Свободния театър. През 1923 г. създава Българската театър-студия, в която се занимава с театрална педагогика. Завършва своята актьорска дейност през 1937 г.
През 1926 г. Теодор Траянов посвещава стихотворението си „Скитнишки напев“ на Роза Попова.

## Театрални роли
По-значимите роли, които играе Роза Попова, са:
- Антигона – „Антигона“ от Софокъл;
- Медея – „Медея“ от Легуве;
- Вела и Малама – „Вампир“ от Антон Страшимиров;
- Маргарита Готие – „Дамата с камелиите“ от Александър Дюма-син;
- Сафо – „Сафо“ от Грилпарцер;
- Соня и Елена Андреевна – „Вуйчо Ваньо“ от Антон Чехов[2].

## Друга дейност
Освен с театрална дейност, Роза Попова се занимава с превод и литература – превежда по-голямата част от пиесите, които поставя на сцена, пише мемоари, стихове, легенди, разкази, критически статии.
Роза Попова се включва в македоно-одринското революционно движение. През 1913 г. е милосърдна сестра във военна амбулатория на Македоно-одринското опълчение.